# География Казахстана
Казахстан расположен в центре континента Евразия и занимает девятое место в мире по площади — 2724,9 тыс. км².
На северо-западе, севере и северо-востоке Казахстан граничит с Россией, на юго-востоке — с Китаем, на юге — с Кыргызстаном, Узбекистаном и  Туркменистаном. Акваторию Каспийского моря делит с  Ираном, Азербайджаном, Россией, Туркменистаном.
Физико-географически граница Казахстана проходит по акватории Каспийского моря, затем по Заволжским степям, Общему Сырту, Предуралью, пересекают южные отроги Уральских гор, и их продолжение Мугоджары. Далее на восток вдоль Западно-Сибирской равнины до Алтая. На юго-востоке граница проходит по хребтам Тарбагатая и Джунгарии, на юге — по горам Тянь-Шаня,  Туранской низменности, по плато Устюрту до Каспийского моря.
Казахстан 9-я страна в мире по площади, у которой юридически оформлены границы, в том числе граница по Каспию. Общая протяжённость границ Казахстана составляет 13 394,6 км.

## Европейская часть

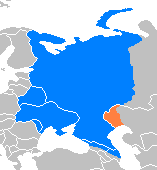
Европейская территория Казахстана (выделена оранжевым) на карте Восточной Европы

Казахстан — государство, расположенное в двух частях света, на границе Европы и Азии; бо́льшая часть страны находится в Азии, меньшая — в Восточной Европе. В советских, российских и казахстанских авторитетных источниках граница Европы и Азии в Казахстане проходит по горам Мугоджарам и реке Эмбе. Ранее границу частей света проводили по реке Урал, поэтому в некоторых источниках можно встретить разночтения: энциклопедия Британника в статье «Европа» даёт описание границы Европы и Азии, совпадающее с таковым в БСЭ (по Мугоджарам и Эмбе), но на картах, которые имеются в Британнике, граница показана по реке Урал (см. карта Европы, карта Азии в энциклопедии Британника). А Всемирная книга фактов ЦРУ продолжает проводить границу европейской части Казахстана по реке Урал.
Согласно наиболее распространённой трактовке границы между Европой и Азией по Мугоджарам и Эмбе в состав европейской части Казахстана входят:
- Западно-Казахстанская область — целиком.
- Атырауская область — бо́льшая часть, без южной части Жылыойского района вместе с городом Кульсары.
- Актюбинская область — северо-западная и центральная части: Мартукский, Каргалинский, Кобдинский, Алгинский, Уилский и Темирский районы целиком, а также северо-западная часть Байганинского района, северо-западная и центральная части Мугалжарского района, западная часть Хромтауского района и административный центр области город Актобе.

Согласно прежней трактовке прохождения границы между Европой и Азией по Уральским горам и реке Урал (Жайык), которую продолжают придерживаться некоторые западные источники (в т. ч. энциклопедия Британника), в состав европейской части Казахстана входят:
- Западная (правобережная) часть Западно-Казахстанской области без Бурлинского, Теректинского, Шынгырлауского, Сырымского и Каратобинского районов, а также восточной части Акжайыкского района.
- Западная (правобережная) часть Атырауской области включая Курмангазинский и Исатайский районы, а также западные (правобережные) части Индерского и Махамбетского районов, а также меньшую часть административного центра области — города Атырау.

## Рельеф

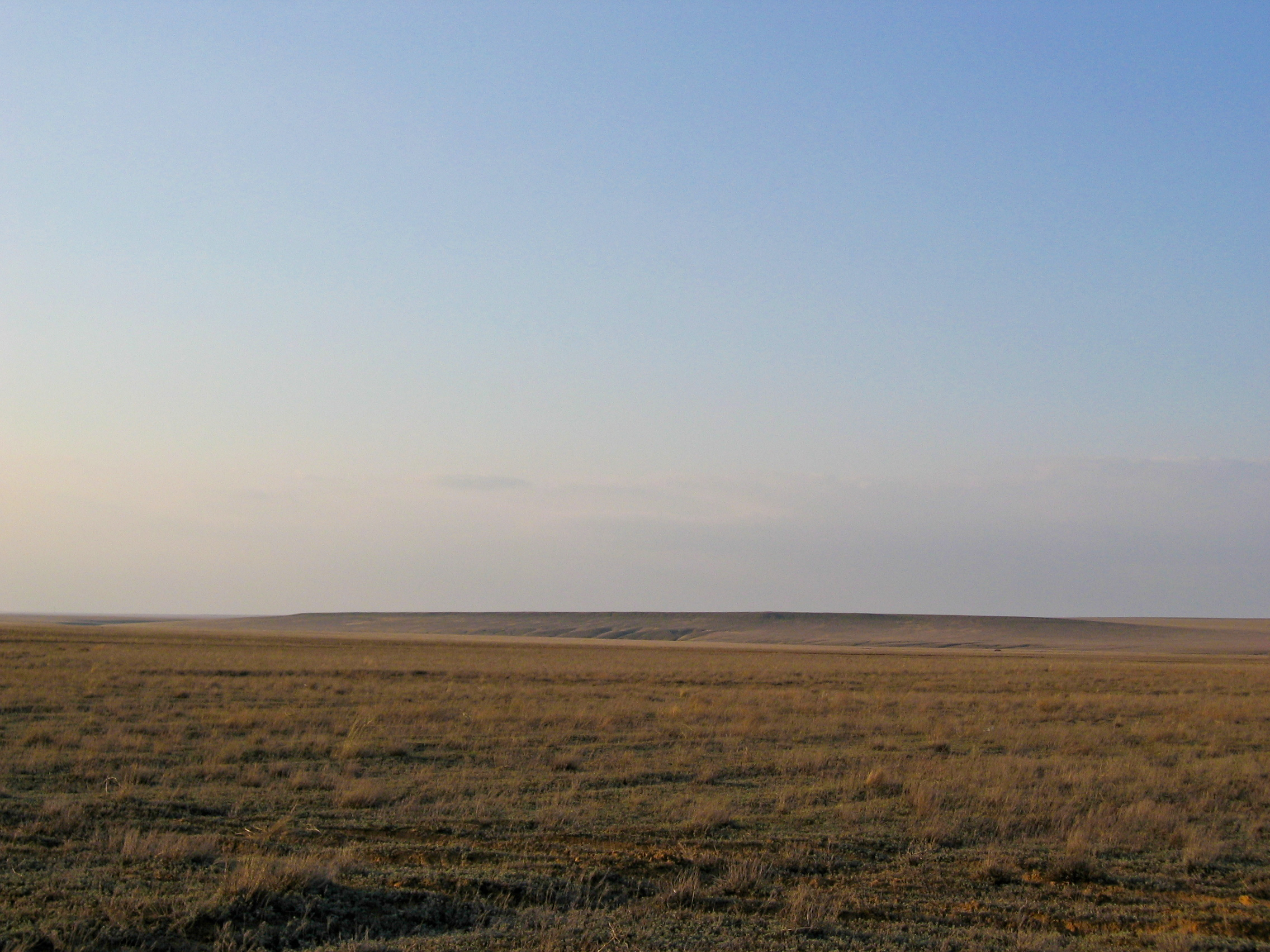
Казахстанская степь

Рельеф местности Казахстана разнообразен. 26% территории занимают степи; пустыни — 44 %; полупустыни — 14 %; 10 % — горы; 5 % — лес. На севере республики преобладают лесостепи (2 %). 23 % территории страны пригодны для земледелия (лесостепи и холодная степь), 70 % — для отгонного животноводства (жаркая степь и полупустыни на аллювиалах). Протяжённость страны с запада на восток составляет 2900 км, с юга на север — 1600 км.
На северо-западе находится Предуральское плато. На западе страны лежит Прикаспийская низменность. На юго-западе — полуостров Мангышлак (Мангыстау). Восточнее расположено плато Устюрт. На северо-востоке от Каспийской низменности расположены Мугоджары, далее Тургайское плато. Возле Аральского моря находятся пустыня Кызылкум и песчаные массивы — Большие Барсуки, Малые Барсуки и Приаральские Каракумы.

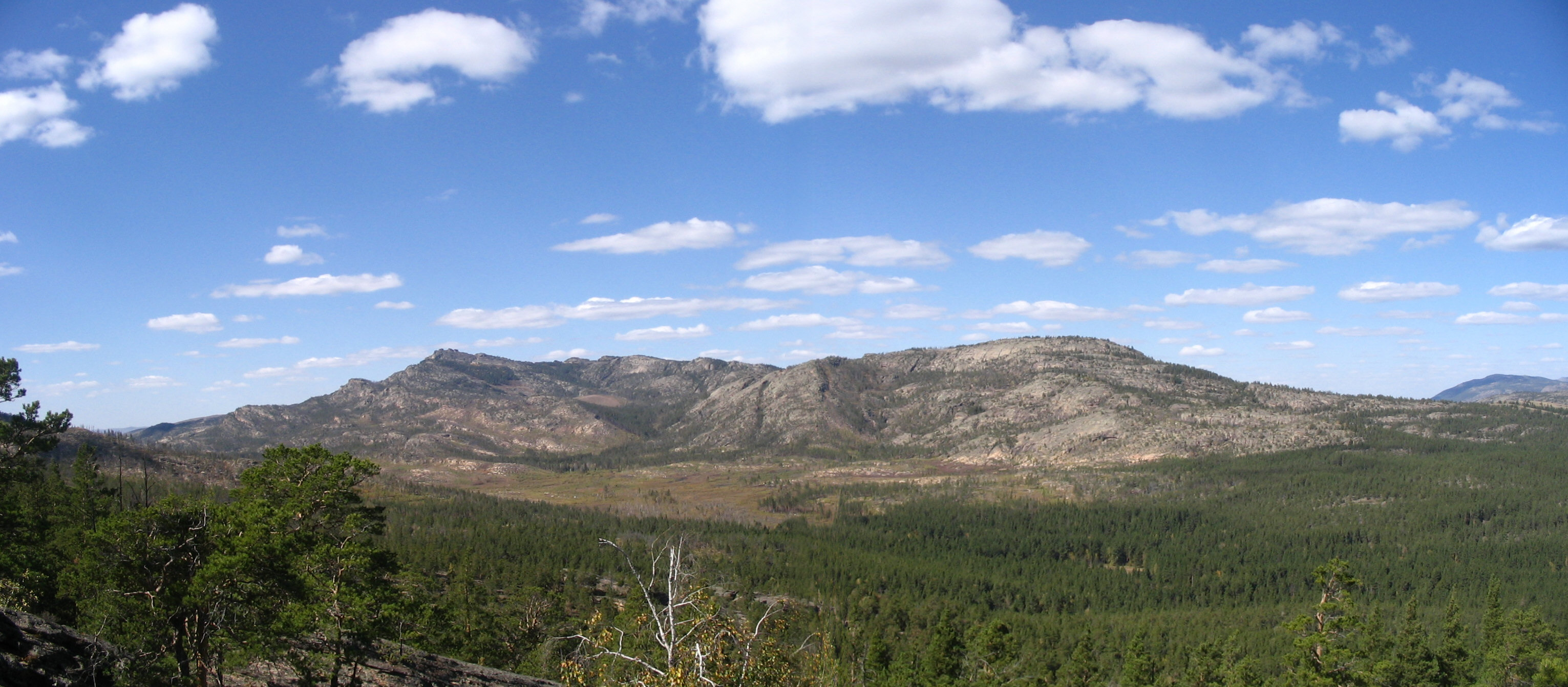
Каркаралинские горы

Центральную часть Казахстана занимает Центрально-Казахстанский мелкосопочник (Сары Арка). Южнее расположена пустыня Бетпак-Дала (Голодная степь), к югу от неё находится пустыня Моинкум, к востоку — Балхашская впадина. На юге находится Илийская впадина.
Самая низкая точка Казахстана — впадина Каракия на полуострове Мангыстау — 132 метров ниже уровня мирового океана. Самая высокая — пик Хан-Тенгри — 6995 м.
Равнины Казахстана
- Восточно-Европейская равнина
- Европейская равнина
- Западно-Сибирская равнина
- Ишимская степь
- Кулундинская равнина
- Прибалхашская возвышенная равнина
- Тургайское плато

## Гидрография
Наибольшей густотой речной сети (0,4—1,8 км/км²) отличаются высокогорные районы Алтая, хр. Жетысу и Иле Алатау. Наименьшая густота речной сети отмечается в районах песчаных пустынь Приаралья и Прикаспия (менее 0,03 км/км²). Большинство рек в Казахстане принадлежит к внутренним замкнутым бассейнам Каспийского и Аральского морей, озёр Балхаш и Тенгиз, и только Иртыш, Ишим, Тобол доносят свои воды до Карского моря. Территорию Казахстана обычно разделяют на восемь водохозяйственных бассейнов: Арало-Сырдарьинский водохозяйственный бассейн, Балхаш-Алакольский водохозяйственный бассейн, Иртышский водохозяйственный бассейн, Урало-Каспийский водохозяйственный бассейн, Ишимский водохозяйственный бассейн, Нура-Сарысуский водохозяйственный бассейн, Шу-Таласский водохозяйственный бассейн и Тобол-Тургайский водохозяйственный бассейн.
В Республике Казахстане имеется 48 262 озера, из которых 45 248 имеют площадь менее 1 км². Крупных озёр с площадью более 100 км² — 21. Казахстан омывается такими крупными озёрами, как Каспийское море и Аральское море. Кроме того, в республике находится одно из самых больших озёр мира — Балхаш. По территории Казахстана озёра расположены неравномерно. На северный Казахстан приходится 45 % всех озёр, на центральный вместе с южным — 36 %, в остальных регионах находится только 19 %. Общая поверхность озёр Казахстана достигает — 45 002 км². Общий объём воды — 190 км³.

### Внутренние воды
В Казахстане — 7 крупных рек, длина каждой из которых превышает 1000 км. В их числе: река Урал (её верхнее течение располагается на территории России), впадающая в Каспийское море; Сырдарья (её верхнее течение располагается на территории Кыргызстана, Узбекистана и Таджикистана) — в Аральское море; Иртыш (его верховья в Китае; на территории Казахстана имеет крупные притоки Тобол и Ишим) пересекает республику, и уже на территории России впадает в Обь, текущую в Северный Ледовитый океан; река Или (её верховья располагаются на территории Китая) впадает в озеро Балхаш.
В Казахстане много больших и малых озёр. Самые большие среди них — Каспийское море, Аральское море, Балхаш, Алаколь, Зайсан, Тенгиз. К Казахстану относится большая часть северного и половина восточного побережья Каспийского моря. Длина берега Каспийского моря в Казахстане 2340 км.
В Казахстане имеется 13 крупных водохранилищ общей площадью 8816 км² и общим объёмом воды 87,326 км³.

## Нефть
На начало 2009 года объём доказанных запасов нефти по данным BP составлял 39,6 млрд баррелей или 6,5 млрд тонн, что составляет 3,2 % от мирового запаса нефти. Прогнозные запасы нефти только по месторождениям, расположенным в казахстанском секторе Каспийского моря, составляют более 17 млрд тонн. Основные нефтедобывающие компании Казахстана — НК Казмунайгаз, Тенгизшевройл, CNPC-Актобемунайгаз, Карачаганак Петролиум Оперейтинг, и другие.

## Природный газ
Газовые запасы Казахстана на начало 2009 года составляют 1,82 трлн м³ (по оценке BP), что составляет 1,7 % от мировых запасов. Основные газодобывающие компании Казахстана — Карашыганак Петролиум Оперейтинг, НК Казмунайгаз, CNPC-Актобемунайгаз и другие. Основные месторождения Казахстана — Карашыганак, Жанажол, Кызылой и другие.

## Уран
Разведанные запасы урановых месторождений Казахстана составляют 1,69 млн тонн, что составляет 21 % от мировых запасов (2-е место в мире по состоянию на 2005 год). Коммерческой реализацией урана в стране занимается образованная в 1997 году государственная компания «Казатомпром». В 2005 году по объёму добычи урана компания заняла 3-е место в мире (после канадской «Cameco» и французской «Cogema»). В 2009 году Казахстан вышел на первое место в мире по поставкам концентрата урана на мировой рынок, добыв 13,5 тыс. тонн и опередив Канаду, которая оказалась на втором месте и была прежде мировым лидером по добыче урана в течение 17 лет (см. статью Уран по странам). В 2010 году объём добычи урана государственной НАК «Казатомпром» составил 17 803 тонны.

## Рудные ископаемые
В Казахстане находятся богатые месторождения руд различных металлов — свинца, цинка, хрома, золота, висмута, меди, молибдена, алюминия, железа, марганца, редкоземельных элементов и горючих и неметаллических полезных ископаемых — угля, фосфоритов и др.

## Климат
Территория Казахстана находится очень далеко от океана и открыта для ветров с запада и севера. Из-за этого основными свойствами климата Казахстана являются его резкая континентальность и неравномерное распределение природных осадков.
Зима в Казахстане холодная и продолжительная на севере и умеренно мягкая и короткая на юге. Средняя температура января варьируется от −18 °C на севере до −3 °C на юге. Лето — сухое. На севере — тёплое, в центре — очень тёплое, на юге — жаркое.
Атмосферные осадки незначительны, за исключением горных регионов.
Почти для всей территории Казахстана характерны сильные ветры, в ряде регионов свыше 40 м/сек. Также в Казахстане существуют традиции и легенды, связанные с климатическим явлениями. В частности, период в апреле, именуемый «Бес конак».

## Флора
В Казахстане произрастают свыше шести тысяч видов растений, из них 515 эндемики.
Флора насчитывает 68 видов древесных пород, 266 видов кустарников, 433 видов полукустарников и полутрав, 2598 видов многолетних трав, 849 видов однолетних трав.
Леса в Казахстане занимают 1,2 % территории с учётом саксаульных лесов и кустарников — 4,2 %

## Фауна

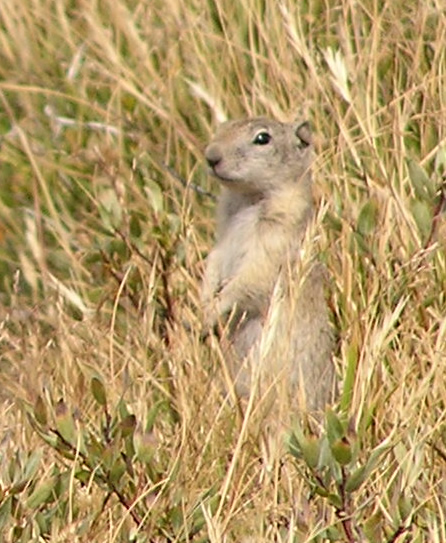
Суслик

- Птицы — около 590 видов (см. Список птиц Казахстана)
- Звери — 178 видов
- Пресмыкающиеся — 49 видов (см. Список пресмыкающихся Казахстана)
- Земноводные — 12 видов (см. Список земноводных Казахстана)
- Рыбы — 107 видов
- Насекомые — не менее 30 тысяч

## Почва
Почвенный покров имеет выраженную зональную и высотную поясность.
Большую часть лесостепной зоны занимают чернозёмы, южнее их расположены темно-каштановые, светло-каштановые и бурые почвы. Почвы пустынь и полупустынь представлены в виде серозёмов.
За исключением северных районов, почвы в Казахстане бедные и засоленные. В целом для страны характерна широтная зональность почв: на севере — черноземы, далее на юге — каштановые, бурые полупустынные почвы, такыры и пески пустынь. В горах развиты каштановые, серые лесные и горно-луговые чернозёмные почвы.

## Граница между Европой и Азией
В советской науке, согласно решению Международного географического союза, принято было проводить границу между Европой и Азией по Мугалжары до истоков р. Эмба, далее по Эмбе до Каспийского моря. Ранее (до конца 1950-х годов) границу Европы в пределах Казахстана проводили по руслу р. Урал.
В апреле-мае 2010 года экспедиция Русского географического общества пришла к выводу о том, что границу Европы следовало бы проводить по Мугалжар, по краю Прикаспийской низменности, там, где заканчивается Восточно-Европейская равнина и проходят западные уступы плато Устюрт, то есть ещё южнее, чем сейчас принято считать. До настоящего времени мнение группы учёных из Русского географического общества не прошло оценки такой международной организацией, как Международный географический союз.